# Sigilografía

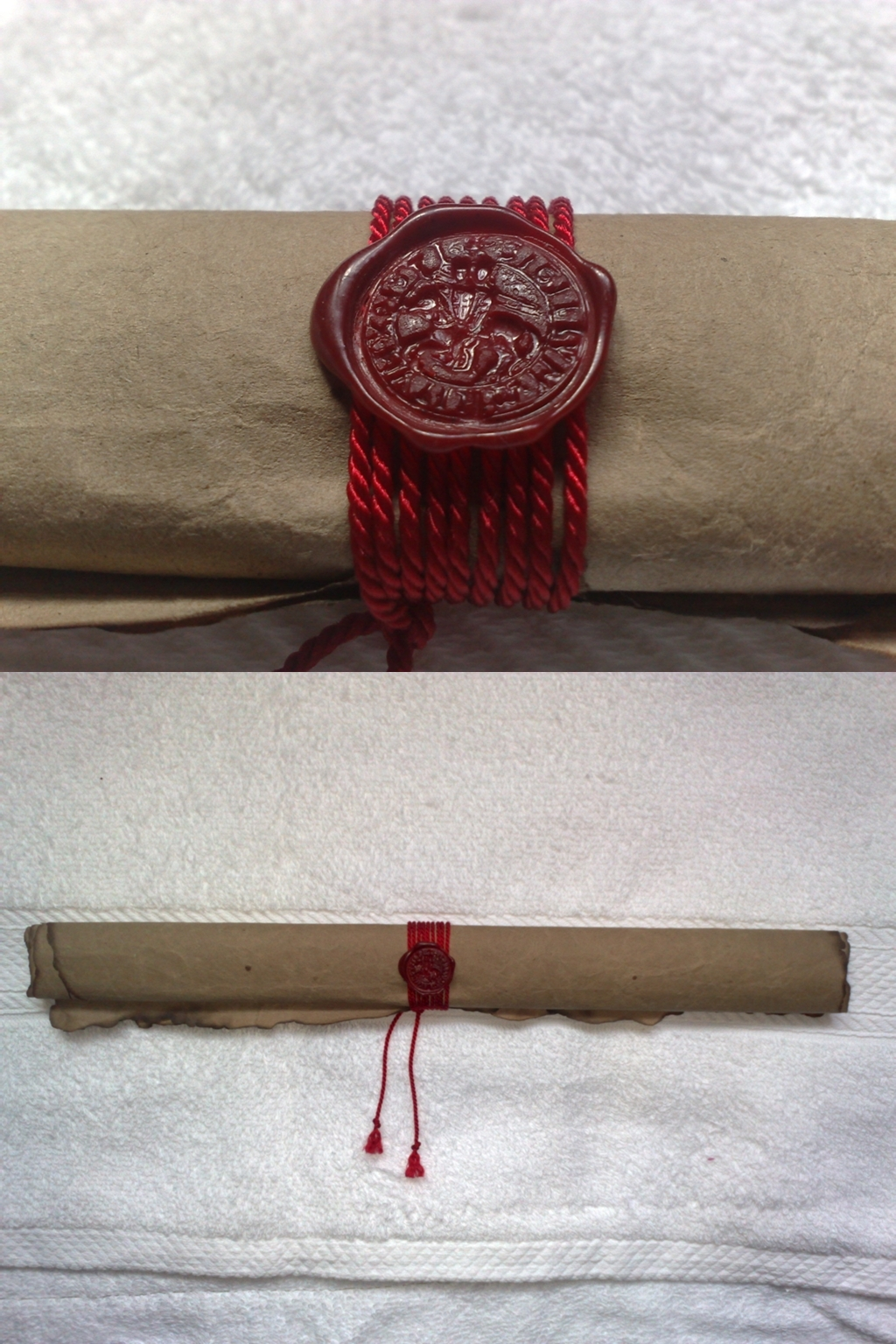
Un sello de lacre, uno de los objetos de estudio de la sigilografía.

La sigilografía como ciencia histórica con carácter autónomo, auxiliar o dependiente, e íntimamente relacionada con la diplomática, el derecho, la historia del arte, la heráldica o la genealogía, es el estudio científico (crítico) de los sellos utilizados a lo largo de los siglos como instrumento o medio adecuado para la autorización y la validación en la documentación tanto pública (oficial) como privada.
Para el Consejo Internacional de Archivos la sigilografía «es una disciplina histórica cuya finalidad es "el estudio de los sellos en todos sus aspectos, cualquiera que sea su cronología." Es, por tanto, una ciencia auxiliar de la Historia iniciada en el siglo XVII con «la apertura de los archivos como fuentes de la Historia y el nacimiento de la Diplomática». Aunque su ámbito «abarca todos los momentos y lugares donse se usaron los sellos» la realidad ha llevado a que «la mayoría de los estudios sigilográficos se han dedicado a los sellos medievales, quedando los de otras culturas restringidos al terreno arqueológico (cilindro-sellos mesopotámicos, escarabeos egipcios) o artístico (entalles griegos, púnicos o romanos)», estando incluso descuidados estudios sobre «sellos europeos de épocas modernas.»
Un sello se puede definir como la impronta obtenida sobre un soporte por la presión de una matriz con los signos distintivos de una persona física o jurídica para testimoniar la voluntad de intervención de su dueño. La matriz es el instrumento que se utiliza para sellar, lleva grabados en hueco los signos distintivos de su titular; la impronta, resultado de la operación de sellar, es la huella dejada por la matriz sobre un soporte maleable.
Un sello es toda pieza de metal, cera, lacre, papel o materia equivalente que lleva estampadas figuras o signos.

## Etimología
La palabra «sigilografía», etimológicamente procede de un vocablo grecolatino, compuesto de dos términos, uno latino: sigillum (sello) y otro griego: γραφή (descripción, doctrina, ciencia). Al latinizarse, mediante el sufijo «ia», el vocablo griego γραφή se mudó a «graphia» y luego a «grafía», la definición etimológica de «sigilografía» encaja perfectamente con el objeto de esta disciplina, es decir:

Tratado o estudio del sello en su aspecto material (realidad técnico-artística) y formal (representatividad simbólica y signo validativo).

### Esfragística
Esta disciplina recibe también el nombre de «esfragistica», del griego: σφραγίς (sello) o como la denominó Heumann (a. 1745): «ars sphragistica», término menos amplio que el anterior y aplicable, fundamentalmente, al aspecto técnico-artístico e histórico de los mismos, mientras que la Sigilografía, sin olvidar la técnica artística y materialidad del sello, se fija más en la importancia intrínseca, es decir, en el elevado valor crítico (histórico, jurídico, diplomático) del sello en cuanto parte o elemento integrante y, a la vez, garantía de la documentación.
A las escuelas austríaco-alemanas de los siglos XVIII y XIX se debe, principalmente, la denominación de «esfragística», entendiendo por tal el arte o técnica del sello, ya que hasta entonces éste había sido estudiado preferentemente en su aspecto técnico y factura material, en alguna de estas facetas: histórico-artística, costumbrista, genealógica, heráldica o cultural.
La esfragística antigua es menos amplia y de significado más reducido que el de la sigilografía en sentido moderno, ya que tal disciplina, sin olvidar la materialidad (factura y técnica del sello) y demás aspectos en él reflejados (artísticos, costumbristas, histórico-culturales, genealógicos), estudia y se fija, principalmente, en la importancia intrínseca y valor crítico del sello, sea de orden histórico, jurídico o diplomático.

## Definiciones

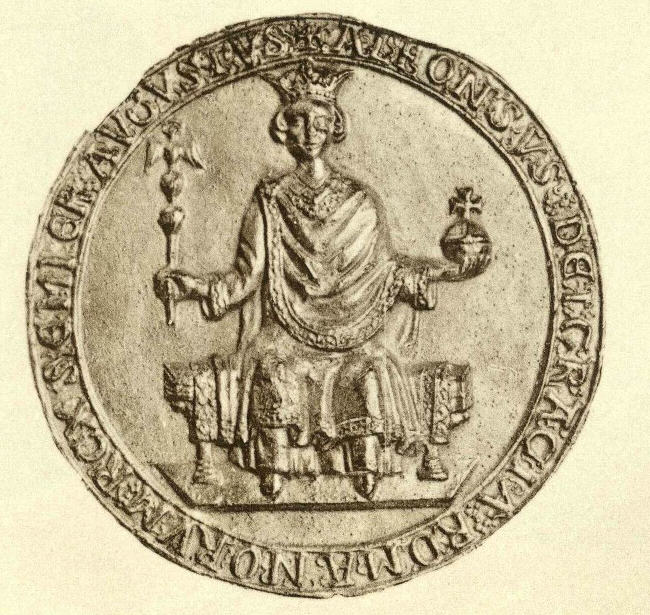
Sello de Alfonso X de Castilla

De su misma definición se desprende que lo principal en el sello son las figuras y signos que ostenta, los cuales siempre han de corresponderse con las estructuras políticas subyacentes, ideas, costumbres y progreso artístico de la época en que se trazaron. Su época más prolífica coincide con la Edad Media.
El Comité de Sigilografía del Consejo Internacional de Archivos la define así:

La sigilografía, también llamada esfragística, es la disciplina histórica que tiene como objetivo el estudio de los sellos en todos sus aspectos y cualquiera que sea la fecha. Describe matrices e impresiones y las estudia críticamente, desde el punto de vista histórico, artístico, técnico y de valor probatorio: tipos, leyendas, métodos de fijación y carácter diplomático y jurídico, así como métodos de conservación.
La sigillographie, appelée également sphragistique, est la discipline  historique qui a pour objet l'étude des sceaux sous tous leurs aspects et quelle qu'en soit la date. Elle décrit matrices et empreintes et les étudie de façon critique, du point de vue historique, artistique, technique et de la valeur probatoire: types, légendes, modes d'apposition et nature diplomatique et juridique, ainsi que les méthodes de conservation.
Vocabulaire international de la Sigillographie, Roma, 1990

En el Diccionario de la lengua española, editado por la Real Academia Española, puede encontrarse una breve pero correcta definición, ajustada a la etimología de la palabra, para la sigilografía, que se describe como el "estudio de los sellos empleados para autorizar documentos, cerrar pliegos, etc.", la cual sólo difiere ligeramente de la definición dada por el Comité de Sigillographie, en la cual se trata de dar una perspectiva histórica para alejarla de su posición como ciencia auxiliar, para ello se la define como "la disciplina histórica que tiene por objeto el estudio de los sellos bajo todos sus aspectos y cualquiera que sea su época".

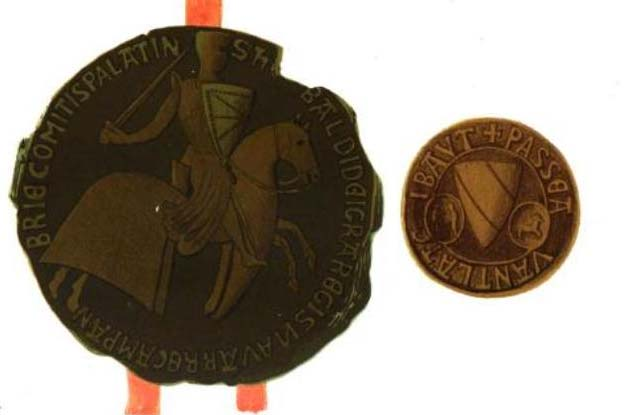
Anverso y reverso del sello Teobaldo I de Navarra y IV de Champaña

## La sigilografía y la diplomática
La conexión entre sigilografía y diplomática se retrotrae a los orígenes de ambas disciplinas. El sello en un primer momento era estudiado por su valor jurídico y, a pesar de que actualmente puede ser analizado desde otras perspectivas, siempre podrá estudiarse desde esa perspectiva, por lo que el profesor Canellas señaló que ambas son disciplinas inseparables.
La sigilografía como disciplina científica nace como parte de la diplomática. El término aparece plasmado por primera vez dentro del tratado sobre diplomática imperial Heumann von Teutschbrunn (1749), pero el valor jurídico de los sellos ya había sido percibido dentro de De re diplomatica escrito por Mabillon (1709).
Desde la perspectiva diplomática, el sello puede ser un factor externo del documento, un factor interno como elemento validatorio y también una prueba para determinar la tradición documental del acto jurídico (pudiendo detectarse falsos documentales por uso fraudulento de un sello o mediante su falsificación).

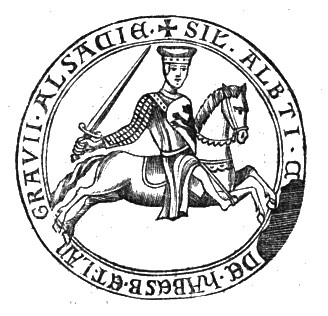
Sello de Alberto IV, conde de Habsburgo (c.1239)

## La sigilografía y el coleccionismo, la creación de tipologías
El sello como objeto de arte y antigüedad tuvo un gran valor dentro del mundo del coleccionismo y de los anticuarios, un fenómeno que incidió especialmente en el siglo XIX d. C. cuando estas prácticas estaban en boga y no existía una noción clara del patrimonio histórico. Los sellos entraron dentro de los circuitos comerciales y el robo de estas pequeñas piezas se puso de moda, por lo que en la actualidad encontramos numerosos documentos que deberían de tener su sello pero que sólo mantienen su mención y la plica, mientras que sus sellos (los sellos sueltos) han formado parte no solo de colecciones privadas sino también de colecciones públicas, y es que la mayor parte de archivos tiene una sección facticia formada por sellos sueltos.
Actualmente el coleccionismo de estas piezas está restringido por las leyes de patrimonio, pero todavía heredamos los estragos del fenómeno de los sellos sueltos y la creación de colecciones facticias. Sin embargo, este matiz coleccionista ha sido el impulsor de la clasificación sistemática de los sellos, creando nuevas tipologías que superan la tradicional división de la diplomática por autoridades (sello ecuestre, sedente, parlante, monumental, heráldico, iconográfico) y una metodología descriptiva exhaustiva (material, forma, modo de aposición, medidas). Además todavía continúa siendo un ápice para la creación de catálogos en papel o en bases de datos en línea, labor facilitada por la concentración de estas piezas en colecciones.

## La nueva sigilografía
A mediados del siglo XIX d. C., historiadores como Hermann Grotefend, Otto Posse, Louis-Claude Douet d'Arcq y Germain Demay fueron los propulsores de la nueva sigilografía, donde el sello se convierte en una fuente histórica. Es posible poner como precedente el tratado sobre los sellos que publicó Heineck en 1709 donde, además de la perspectiva diplomática, se analizaban los sellos desde la perspectiva de la historia, de la historia del arte y de la arqueología.
La nueva sigilografía sostiene que el sello como objeto material se presta a diversos puntos de vista: la historia, la genealogía, la heráldica, la arqueología, la historia del arte (es un pequeño objeto de arte mueble), la historia del poder y la historia del derecho (es una prueba de la capacidad jurisdiccional de una persona o una institución), la historia del armamento, la historia del vestido y la historia de la metalurgia. Actualmente nadie duda de su carácter como fuente histórica, e incluso algunos la definen como disciplina arqueológica auxiliar de la historia, aunque tampoco se debe olvidar que la sigilografía sigue siendo una parte importante de la diplomática y de las ciencias y técnicas historiográficas.